# Braga Boys
Braga Boys foi uma banda baiana formada pelo cantor Mano Moreno e pelos dançarinos Glauber Rizzo e Paulo Roberto Costa, conhecido como Capitão América. Além do trio, eles contavam com uma banda de apoio formada por onze instrumentistas, entre percussão, teclado, violões e tamborim.

## Biografia
Antes de virar o Braga Boys, a banda se chamava Bragadá. Nas rádios brasileiras, a faixa mais tocada era "Buribai", hit das aulas de lambaeróbica nas academias.
Em 2000, a banda tornou-se conhecida com o hit "Uma Bomba", versão da música "La bomba", que era hit na América Latina e na Europa com o grupo boliviano Azul Azul. Com esta música, o primeiro álbum da banda, Bomba, ultrapassou a marca das 80 mil cópias vendidas. Além disso, "Uma Bomba" foi a música vencedora do Festival de Verão do carnaval baiano em 2001.
Em 2003, o empresário Rodolfo Leite comprou o direito de uso do nome da banda por pouco mais de R$ 100 mil e as atividades foram encerradas, levando Mano Moreno a ser convidado para se tornar vocalista do Terra Samba.
Em 2020, a cantora cubana Camilla Cabello postou um vídeo dançando o hit "Bomba", em espanhol.

## Discografia
Álbuns de estúdio
Fonte:CliqueMusic
- 2000 - Bomba (Gravadora: Sony Music)
- 2003 - Sacode Aí

Álbuns ao vivo
- 2001 - Bom Pra Caramba (Gravadora: Oasis)

Coletâneas
- 2005 - Os 20 Maiores Sucessos